# Rund um Köln 2015
Il Rund um Köln 2015, novantanovesima edizione della corsa, valevole come evento del circuito UCI Europe Tour 2015 categoria 1.1, fu disputato il 14 giugno 2015 su un percorso di 196,7 km. La vittoria fu appannaggio del belga Tom Boonen, che giunse al traguardo in 4h 26' 09" alla media di 44,343 km/h precedendo il connazionale Edward Theuns e il tedesco Andreas Schillinger.
Al traguardo di Colonia 90 ciclisti, dei 143 alla partenza, portarono a termine la competizione.

## Squadre e corridori partecipanti
| N.      | Cod. | Squadra                     |
| ------- | ---- | --------------------------- |
| 11-18   | TGA  | Team Giant-Alpecin          |
| 21-28   | EQS  | Etixx-Quick Step            |
| 31-38   | TLJ  | Team Lotto NL-Jumbo         |
| 51-58   | BOA  | Bora-Argon 18               |
| 61-68   | TSV  | Topsport Vlaanderen-Baloise |
| 71-78   | CLT  | Cult Energy Pro Cycling     |
| 81-88   | ROP  | Roompot Oranje Peloton      |
| 92-98   | CCC  | CCC Sprandi Polkowice       |
| 101-108 | MTN  | MTN-Qhubeka                 |
| 111-118 | STG  | Team Stölting               |
| 121-128 | RNR  | rad-net Rose Team           |

| N.      | Cod. | Squadra                   |
| ------- | ---- | ------------------------- |
| 131-138 | LKT  | LKT Team Brandenburg      |
| 141-148 | THF  | Team Heizomat             |
| 151-158 | TRS  | Team Kuota-Lotto          |
| 161-168 | SGT  | Team Stuttgart            |
| 171-178 | TBJ  | MLP Team Bergstraße       |
| 181-187 | BAI  | Bike Aid                  |
| 192-198 | VBG  | Team Vorarlberg           |
| 201-208 | LDT  | Leopard Development Team  |
| 211-218 | RB3  | Rabobank Development Team |
| 231-238 | ROT  | Roth-Škoda                |

## Ordine d'arrivo (Top 10)
| Pos. | Corridore           | Squadra      | Tempo    |
| ---- | ------------------- | ------------ | -------- |
| 1    | Tom Boonen          | Etixx        | 4h26'09" |
| 2    | Edward Theuns       | Topsport Vl. | s.t.     |
| 3    | Andreas Schillinger | Bora         | s.t.     |
| 4    | Linus Gerdemann     | Cult Energy  | s.t.     |
| 5    | Nikolas Maes        | Etixx        | s.t.     |
| 6    | Marcel Kittel       | Etixx        | a 1'00"  |
| 7    | Andrea Pasqualon    | Roth         | s.t.     |
| 8    | Shane Archbold      | Bora         | s.t.     |
| 9    | Yves Lampaert       | Etixx        | s.t.     |
| 10   | Alberto Cecchin     | Roth         | s.t.     |